# Federatie van Onafhankelijke Pluralistische Emancipatorische Methodescholen
Federatie van Onafhankelijke Pluralistische Emancipatorische Methodescholen (FOPEM) is een koepelorganisatie die 26 Vlaamse scholen groepeert die vernieuwend onderwijs aanbieden. 
Bij FOPEM gaat hier om Freinet-, ervaringsgerichte en projectscholen die door groepen van ouders en/of leerkrachten zijn opgericht. Dit methodeonderwijs neemt een eigen plaats in in het onderwijslandschap, omdat ze bestuurd worden door vertegenwoordigers van ouders en leerkrachten. 
Wat de levensbeschouwelijke vorming betreft, bieden de onafhankelijke methodescholen cultuurbeschouwing aan, niet als een afzonderlijk vak, maar geïntegreerd in de verschillende leergebieden.
Het werkterrein van FOPEM situeert zich op drie terreinen:
- Belangenverdediging op het niveau van het Vlaamse onderwijsbeleid.
- Het organiseren van nascholing voor coördinatoren, leerkrachten en ouders van de scholen
- Het uitgeven van een nieuwsbrief, een trimestrieel tijdschrift, en het ondersteuning van het netwerk tussen de scholen.